# Татарское кладбище (Бохоники)
Татарское кладбище (Бохоники) (пол. Cmentarz muzułmański w Bohonikach, тат. Боһоники татар зираты) — татарское кладбище, основанное в XVIII веке в татарском селе Бохоники, находящееся в Сокульском повете, в Польше. Оно занимает площадь 2 га и является крупнейшим татарским кладбищем в Польше.
22 октября 2012 года указом президента Польши кладбище было признано памятником польской истории.

## Расположение
Польский король Ян III Собеский подарил татарам землю в Бохониках, и в 1697 году здесь поселились 30 татарских семей. Здесь они строят свою первую мечеть, которая упоминается еще в 1717 году. Она расположена на востоке села, недалеко кладбища.

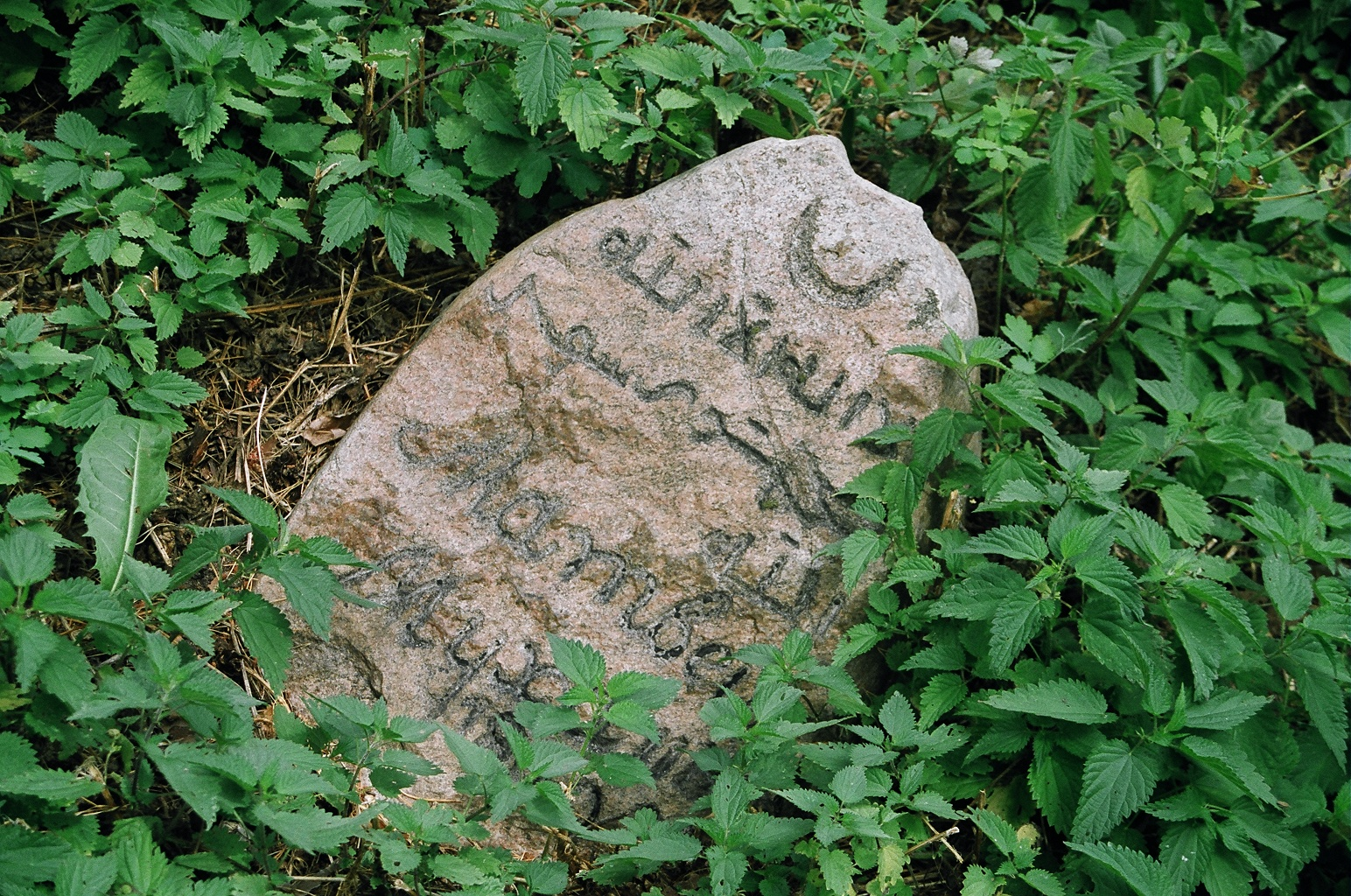
Древнее надгробие

Самое старое сохранившееся надгробие датировано 1786 годом. Кроме того, сохранилось около тридцати надгробий второй половины XIX века и самые старые надгробия с двумя надгробными плитами: одна у ног умершего, другая над его головой.
Современные могилы отличаются от христианских кладбищ только религиозными символами ислама. Каждый был захоронен лицом на восток.
Вход на кладбище осуществляется через ворота с надписью на трех языках: арабском, белорусском и польском.